# 多米尼克·阿坚托

2016年4月的多米尼克·阿坚托

多米尼克·阿坚托（英語：Dominick Argento，1927年10月27日—2019年2月20日），又译阿尔真托、阿金托，美国作曲家，以抒情式歌剧和合唱音乐著称。他最著名的作品有歌剧《来自摩洛哥的明信片》、《郝薇香小姐之火》、《天使的面具》（英語：The Masque of Angels）和《阿斯彭文稿》。他还以声乐套曲《六首伊丽莎白歌曲》（英語：Six Elizabethan Songs）和《弗吉尼亚·伍尔夫日记》而闻名；后者为他赢得了1975年的普利策音樂獎。在调性为主流的背景下，他的音乐自由地结合了调性、无调性和十二音技法的抒情性运用，不过阿坚托的音乐没有接近二战后实验性的前衛潮流。
作为20世纪50年代的学生，阿坚托的时间主要在美国和意大利读过，他的音乐既受到美国导师的影响，也受到他个人对意大利，尤其是佛罗伦萨这座城市的喜爱的影响。阿坚托的许多作品都是在佛罗伦萨写的，他在每年都在那里生活一段时间。他是明尼阿波利斯明尼苏达大学的教授。他经常说，他发现这个城市的居民是巨大的支持他的工作，他曾以为在东海岸音乐的高压世界他的音乐发展会受到阻碍。他是中央歌剧公司（英語：Center Opera Company，现在的明尼苏达歌剧院）的创始人之一。《新闻周刊》杂志曾将双子城称为“阿坚托的城市”。
阿坚托创作了十四部歌剧以及重大的声乐套曲、管弦乐作品和许多大小乐团的合唱作品。其中许多作品是由明尼苏达州的艺术家委托创作并首演的。他把他的妻子，女高音歌唱家卡罗琳·贝莉称为他的缪思女神，她也常表演他的作品。贝莉于2006年2月2日去世。
2009年，他受到了美国合唱导演协会的布罗克委托。

## 早期生活和教育
作为西西里移民的儿子，阿坚托在宾夕法尼亚州约克长大。他觉得小学时的音乐课是“极度无聊的五十分钟”。高中毕业后，他应征入伍，当了一段时间的密码员。战争结束后，利用美国军人权利法案的资助，他开始在巴爾的摩的皮博迪音乐学院学习钢琴演奏。他很快决定转向作曲。
他在皮博迪获得了学士（1951年）和硕士学位（1953年），他的老师包括尼古拉斯·纳博科夫、亨利·考埃尔和雨果·魏斯格尔。在那里，他短暂地担任了山顶音乐公司（英語：Hilltop Musical Company）的音乐总监，该公司由魏斯格尔成立，目的是照应本杰明·布里顿在奥德堡的音乐节，得以让本地音乐家（尤其是魏斯格尔）呈现新作品。这段经历让阿坚托广泛地接触到了新歌剧的世界，并积累了经验。山顶公司的舞台总监是作家约翰·奥隆-斯克林杰（英語：John Olon-Scrymgeour），阿坚托后来与他合作了许多歌剧。在此期间，他还以美国-意大利富布赖特委员会的奖学金在佛罗伦萨度过了一年。他称这段经历“改变了人生”；在那里，他曾与路易吉·达拉皮科拉短暂学习。
阿坚托继续研究生学习，并在伊士曼音乐学院获得博士学位，在那里他与阿兰·霍夫哈奈斯，伯纳德·罗杰斯和霍华德·汉森学习。在完成这个学位后，他获得了古根海姆奖，在佛罗伦萨学习/工作了一年。他养成了在这座城市长期停留的习惯。

## 明尼苏达的岁月
阿坚托于1958年和他的新婚妻子、女高音歌唱家卡罗琳·贝莉一起搬到明尼阿波利斯，开始在明尼苏达大学教授乐理和作曲。几年内，他几乎收到了那里所有主要表演团体的委托。他曾说过，这种持续不断地感受到社会对他的作品的强烈兴趣，使他在明尼苏达州特别有家的感觉，尽管他一开始不愿意搬到那里去。几年来，他一直希望能在家乡东海岸找到一个位置。
阿坚托开始参与为当时新成立的格思里剧院的剧目创作音乐。1963年，他和斯克林杰成立了中央歌剧公司，后来成为明尼苏达歌剧院，常驻格思里。阿坚托创作了短歌剧《天使的面具》，作为沃克藝術中心的第一个表演艺术委约。这部作品以其复杂的和声语言和对广阔的合唱写作的强调，预示着他后来成为一个重要的合唱作曲家，确定了他在当地的突出地位，也为他的妻子提供了一个角色。
到1971年，当他的大胆的、超现实的歌剧《来自摩洛哥的明信片》在中央歌剧院上演时，阿坚托全国范围内的声誉是安全的，部分归功于纽约时报首席音乐评论家的一篇盛赞。他最终收到了来自纽约州立歌剧院，新成立的明尼苏达歌剧院，华盛顿国家歌剧院，巴尔的摩交响乐团和圣路易交响乐团等的委托。阿坚托还与几位著名的歌唱家建立了密切的专业关系，特别是弗雷德里卡·冯·斯塔德、珍妮特·贝克和霍坎·哈格高，根据他们的才华，为他们量身定制了一些他最著名的声乐套曲。

## 合唱作品的突出和晚年生活
70年代中期，阿坚托开始在明尼阿波利斯为普利茅斯公理会教堂（英語：Plymouth Congregational Church）的合唱团创作合唱作品，他的朋友菲利普·布鲁内尔担任该教堂的指挥。与布鲁内尔的合作尤其富有成效，在普利茅斯教堂和布鲁内尔担任音乐总监的明尼苏达歌剧院进行了几次委托和首演。在此期间，阿坚托创作了《约拿与鲸》（英語：Jonah and the Whale，1973年），由普利茅斯公理会教堂和圣马克大教堂（英語：Cathedral of St. Mark-Episcopal）共同委约。他开始接到更大的合唱作品委托，最终为戴尔·沃兰德歌手团、布法罗爱乐乐团，布法罗唱诗班（英語：Buffalo Schola Cantorum）以及哈佛和耶鲁大学的欢乐合唱团创作了重大作品。
由弗雷德里卡·冯·斯塔德和明尼苏达管弦乐团录制的他的声乐套曲《加萨古伊迪》（英語：Casa Guidi）获得了2004年格莱美最佳当代古典乐作曲奖。阿坚托的《作为回忆录的详细目录》（英語：Catalogue Raisonné as Memoir）一书于2004年出版，该书是对其作品的自传性讨论。
阿坚托从教学工作中退休，但保留了明尼苏达大学名誉教授的头衔，直到去世。他住在明尼阿波利斯。2008年3月，大教堂合唱协会在华盛顿国家座堂举行了《晚祷：爱与天使》（英語：Evensong: Of Love and Angels）的世界首演。这部作品是为纪念他已故的妻子和华盛顿国家座堂的百年纪念而创作的。2014年7月，在老朋友戴尔·沃兰德的执导下，明尼苏达贝多芬节日合唱团（英語：Minnesota Beethoven Festival Chorale）在明尼苏达州威诺纳市首演了由朋友帕特·索尔斯塔（英語：Pat Solstad）设置文本的合唱套曲《季节》（英語：Seasons）。

## 作品

### 歌剧

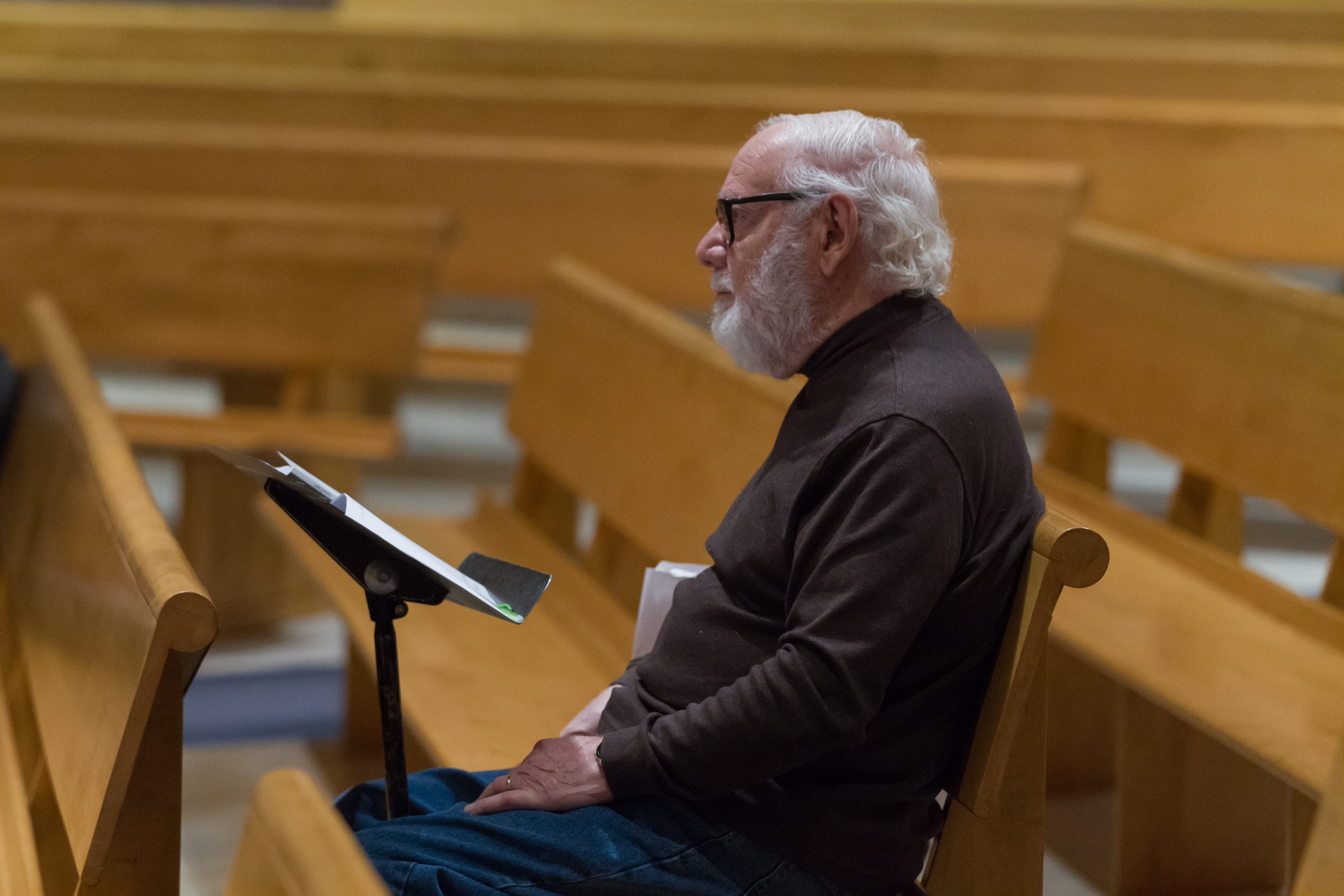
2017年，多米尼克在他的歌剧《粗人》排练现场

阿坚托的歌剧作品不拘一格，内容广泛。他撤回了两部早期的歌剧，在他还是学生的时候写的——《西西里青柠》（英語：Sicilian Limes）和《圣徒乔纳森上校》（英語：Colonel Jonathan the Saint）。《粗人》写于1957年，是他博士作品的一部分，由博浩出版社出版，于2017年演出。他与约翰·奥隆-斯克林杰合作了多部作品，包括《天使的面具》；根据《驯悍记》中的一个片段改编的《克利斯朵夫·斯赖》（1962年）；根据托马斯·德克尔的剧本改编的“民谣歌剧”《鞋匠的假期》（英語：The Shoemaker's Holiday，1967年）。
在1971年《来自摩洛哥的明信片》（剧本由乔恩·多纳休编写）获得成功后，他接到了更大的委托。1975-76年，明尼苏达大学和明尼苏达歌剧院共同委托创作了《埃德加·爱伦·坡的航行》（英語：The Voyage of Edgar Allan Poe），剧本由查尔斯·诺尔蒂编写。由于该作品好评如潮，纽约州立歌剧院委托了他。他创作了《郝薇香小姐之火》（1977年），剧本由斯克林杰编写。该剧起初并不受欢迎，阿坚托将其修改为单幕独角戏《郝薇香小姐的洞房花烛夜》（英語：Miss Havisham's Wedding Night），1981年5月1日，明尼苏达歌剧院在明尼阿波利斯的格思里剧院首演该剧，由菲利普·布鲁内尔指挥。1995年，他对《郝薇香小姐之火》进行了修改，此后该剧成功复排和演出。
1984年，明尼苏达歌剧院委托作曲家创作了《卡萨诺瓦回家之路》，该剧在纽约州立歌剧院上演后广受好评。在当时公司音乐总监贝弗利·希尔斯的坚持下，这部歌剧是纽约市第一部用英语演出并配有英文字幕的歌剧。她希望确保观众能理解所有的笑话。这部歌剧获得了1986年的国家音乐剧院奖（英語：National Institute for Music Theatre Award）。
阿坚托接下来创作了《阿斯彭文稿》（1987年），作为弗雷德里卡·冯·斯塔德施展才华的机会，剧本由他自己编写，改编自1888年亨利·詹姆斯的同名小说。他的下一部歌剧，也可以说是迄今为止最大的作品是《瓦伦蒂诺之梦》（英語：The Dream of Valentino），1993年在肯尼迪中心首演。《纽约时报》的评论家安妮·米吉特曾指出，阿坚托的歌剧在首演后往往会受到热烈欢迎，但缺乏“容易受欢迎的鱼钩”，很少被重演。

### 声乐套曲和“独角戏”
阿坚托的声乐套曲以他经常使用戏剧性的、不寻常的文本而著称，最常见的是没有明显音乐可能性的散文。他的作品模糊了直白的歌曲组曲和戏剧性作品之间的区别，他称之为“独角戏”。他最著名的声乐套曲是《弗吉尼亚·伍尔夫日记》，文本由他根据同名书收集而成。这部作品是为珍妮特·贝克创作的，于1974年获得了普利策音乐奖，并经常表演。
类似的著名作品还有《作曲家的信》（英語：Letters from Composers，1968年），以肖邦、普契尼等人写的信为文本；《加萨古伊迪》（1983年），集伊丽莎白·巴雷特·勃朗宁写的信；《关于契诃夫的几句话》（英語：A Few Words About Chekhov，1996年），改编自安东·契诃夫的信。
阿坚托的其他声乐套曲高度多样化：
- 《水鸟谈》（英語：A Water Bird Talk，1974–76年），单幕独角戏，改编自契诃夫的《论烟草有害（英语：On the Harmful Effects of Tobacco）》，伴有约翰·詹姆斯·奥杜邦《美国鸟类》中的图文；
- 《安德烈远征队》（英語：The Andrée Expedition，1980年）包括瑞典气球家薩洛蒙·奧古斯特·安德烈的日记，以及他的同伴尼尔斯·斯特林德贝里（英语：Nils Strindberg）的个人日记和信件摘录，他们在1897年乘坐氢气球前往北极的三人探险失败；以及
- 《曼纳斯谈音乐》（英語：Miss Manners on Music，1998年），基于20世纪美国咨询专栏作家朱迪丝·马丁（英语：Judith Martin）（其笔名即为曼纳斯小姐）创作的音乐剪报。阿坚托流行于世的《六首伊丽莎白歌曲》则是他使用“传统”诗句为文本的主要声乐套曲之一。

阿坚托创作的其他的独唱作品包括：
- 《关于春天的歌》（英語：Songs About Spring，1950–55年），文本来自E·E·卡明斯，为人声和钢琴而作
- 《西风颂》（英語：Ode to the West Wind，1956），文本来自珀西·比希·雪莱，为女高音和管弦乐团而作
- 《在水面上歌唱》（英語：To Be Sung Upon the Water，1972年），文本来自威廉·华兹华斯，为人声、单簧管和钢琴而作
- 《不来梅的城市乐手》（1948年），文本由作曲家本人编写，有旁白和管弦乐团的“儿童娱乐”

### 重大合唱作品
阿坚托的《天使的面具》（1963年）有一些部分，如《光荣颂》和《欢呼歌》，经常被选出来单独表演。他的下一部主要合唱作品是《圣者约翰的启示》（英語：The Revelation of St. John the Divine，1968年），它将《圣经》中的《启示录》部分内容集结在一起；配器包括男声合唱、铜管乐和一系列打击乐器。
《钢琴旁的彼得·昆斯》（英語：Peter Quince at the Clavier）是华莱士·史蒂文斯的诗集，由宾夕法尼亚州立大学委托创作，以纪念该州的三百周年（史蒂文斯和阿坚托都是宾夕法尼亚州人）。阿坚托为戴尔·沃兰德歌手团创作了《我恨与我爱》（英語：I Hate and I Love，1981年），文本来自卡图卢斯，以及根据梭罗作品节选改编的的《瓦尔登池》（1996年）。
1987年，阿坚托将拉丁语原文与中世纪英国民间诗歌融合，创作了一部的大型《讚美頌》。A Toccata of Galuppi's（1989年），改编自罗伯特·勃朗宁的诗歌，时长约20分钟，是阿坚托受到佛罗伦萨岁月启发的许多作品之一。2008年，哈佛大学欢乐合唱团首演了他的《阿波罗在剑桥》（英語：Apollo in Cambridge），改编自19世纪哈佛附属作家的文本的多乐章作品。
阿坚托其他合唱作品包括：
- 《樱草之国》（英語：A Nation of Cowslips，1968年），七首音樂小品，基于济慈的文本
- Tria Carmina Pasachalia（1970年），为女子合唱团而作的復活節康塔塔
- 《约拿与鲸》（1973年），基于中世纪英语文本的大型清唱剧
- 《灵歌和瑞典合唱团》（英語：Spirituals and Swedish Chorales，1994年）
- 《瓦尔登池：夜曲和音乐小品》（1997年，SATB（S：女高音、A：女低音、T：男高音、B：男低音）合唱团，3把大提琴，竖琴）
- 《重访多佛海滩》（英語：Dover Beach Revisited，2003年），与维多利亚诗人马修·阿诺德的作品《多佛海滩》有关；阿坚托为耶鲁大学欢乐合唱团创作这部作品
- 《四海景》（英語：Four Seascapes，2004年）；基于赫尔曼·梅尔维尔、马克·吐温、亨利·詹姆斯以及桑顿·怀尔德的话
- 数部为合唱团和管风琴而作的颂歌，以及无伴奏经文歌
- 《晚祷：爱与天使》（2008年，完整的管弦乐团，SSAATTBB合唱团，2名女高音独唱）
- 《季节》（2014年，SATB无伴奏合唱团）

### 管弦乐作品
阿坚托的非声乐作品相对较少，没有交响曲，只有一部弦乐四重奏，是他在学生时代写的。他根据自己的歌剧创作了许多管弦乐组曲，包括改编自《埃德加·爱伦·坡的航行》的《埃德加·坡之墓》（法語：Le tombeau d'Edgar Poe，1985年）和流行于世的《瓦伦蒂诺舞曲》（英語：Valentino Dances，1994年），改编自《瓦伦蒂诺之梦》。他创作的两部芭蕾舞剧被改编成管弦乐组曲，《唐璜的复活》（英語：The Resurrection of Don Juan，1956年）和《皇家邀请（向汤加女王致敬）》（英語：Royal Invitation (Homage to the Queen of Tonga)，1964年）。1982年，他的《火焰变奏曲》得到肯尼迪中心的弗里德海姆音乐奖提名。
其他管弦乐作品包括：
- 《嬉游曲》（1954年），为钢琴和弦乐而作
- 《为管弦乐团而作的变奏曲（夜之面具）》（英語：Variations for Orchestra (The Mask of Night)，1965年）
- 《好极了莫扎特》（英語：Bravo Mozart，1969年），一部“虚构的传记”
- 《时间之环》（英語：A Ring of Time，1972年），为管弦乐团和钟而作
- 《音乐礼赞》（英語：In Praise of Music，1977年），为管弦乐团而作的一套“歌曲”
- 《“罗西尼在巴黎”隨想曲》（英語：Capriccio ‘Rossini in Paris’，1985年），本质上是一部单簧管协奏曲
- 《梦幻曲（对一首赞美诗旋律的思考）》（英語：Reverie (Reflections on a Hymn Tune)，1997年）
- 其他为室内乐团而作的小型作品